# 제20차량화군단
제20 차량화군단(Italian XX Motorised Corps)은 제2차 세계 대전 중이던 1941년에서 1943년 사이에 서부 사막 전역의 튀니지 전역에 참전했던 이탈리아 육군의 군단이다.

## 엘 알라메인 전투 서열
- 제 20 차량화군단장: 주세페 데 스테파니스 중장
  - 제8포병단
  - 제90공병중대
- 제132기갑사단(아리에테) 프란체스코 아레나 소장
  - 132기갑연대
  - 8저격연대(차량화)
  - 132포병연대(차량화)
  - 32공병대대(차량화)
- 제133기갑사단 제르바시오 비토시 소장
  - 132기갑연대
  - 12저격보병연대
  - 3포병연대
  - 133포병연대
- 제101차량화사단(트리에스테) 프란치스코 라 페를라 준장
  - 8기갑저격대대
  - 11전차대대
  - 65보병연대
  - 66보병연대
  - 21포병연대
  - 52보병연대

## 튀니지 전투 서열
제 20 차량화군단
- 제136보병사단
  - 136보병연대
  - 8저격연대
  - 136포병연대
  - 25공병대대
- 제101차량화사단(트리에스테)
  - 8기갑저격대대
  - 11전차대대
  - 65보병연대
  - 66보병연대
  - 21포병연대
  - 52보병연대
- 제90경사단(독일)
  - 155보병연대
  - 288특수연대
  - 190포병연대
  - 605대전차대대
  - 21포병연대
  - 606대공대대